# Список метеликів Канади
Список метеликів Канади містить перелік з 297 видів метеликів, зареєстрованих на території Канади. Подана також інформація про авторство описаних видів, особливості поширення на території Канади, при можливості, фото метелика. Першою опублікованою ілюстрацією метелика з Канади, здається був малюнок білого адмірала, Limenitis arthemis, який прикрашав план міста Галіфакс, опублікований у 1749 році. Даний список складений на основі книги The Butterflies of Canada Ross A. Layberry, Peter W. Hall, and J. Donald Lafontaine. — University of Toronto Press. — 1998. Як сказано в передмові цієї книги: 
|  | Канада є дуже великою країною з багатьма регіонами, які ще недосліджені ентомологічно. Ще багато належить дізнатися про поведінку метеликів і їх розповсюдження. |

| Список                    |                                | |            |
| Латинська назва           | Автор таксона                  | Поширення в Канаді | Зображення |
| Родина: Hesperiidae       |                                | |            |
| Підродина: Pyrginae       |                                | |            |
| Epargyreus clarus         | Cramer, 1775                   | Зустрічається на півдні Канади від Квебеку до південної Британської Колумбії |            |
| Urbanus proteus           | Linnaeus, 1758                 | Urbanus proteus мігрує на північ кожне літо, іноді досягаючи Мічигану, а в 1994 році південно-західного Онтаріо |            |
| Achalarus lyciades        | Geyer, 1832                    | Вкрай рідкісний в Канаді, в південно-західному Онтаріо |            |
| Thorybes bathyllus        | Smith, 1797                    | У Канаді зустрічається в південно-західному Онтаріо і, ймовірно, в південній Манітобі |            |
| Thorybes pylades          | Scudder, 1870                  | Зустрічається в Канаді в усіх провінціях за винятком Ньюфаундленду й Острову Принца Едварда |            |
| Staphylus hayhurstii      | Edwards, 1870                  | У Канаді зустрічається тільки на Пілі Айленді, Онтаріо |            |
| Erynnis icelus            | Scudder & Burgess, 1870        | У Канаді зустрічається в провінціях Квебек, Онтаріо, Манітоба, Північно-західні території |            |
| Erynnis brizo             | Boisduval & LeConte 1832       | Досягає в Канаді тільки південної частини провінції Онтаріо |            |
| Erynnis juvenalis         | Fabricius, 1793                | Зустрічається в південній частині Нової Шотландії й зі сходу Квебеку через Онтаріо і Манітобу в південні й південно-східні частини провінції Саскачеван |            |
| Erynnis propertius        | Scudder & Burgess, 1870        | Поширений на узбережжі південної частини Британської Колумбії |            |
| Erynnis horatius          | Scudder & Burgess, 1870        | Досягає в Канаді тільки крайній південний захід Онтаріо |            |
| Erynnis martialis         | Scudder, 1869                  | Досягає в Канаді тільки південного заходу провінції Квебек, південного Онтаріо та південно-східної Манітоби |            |
| Erynnis pacuvius          | Lintner, [1878]                | Це рідкісний вид у Британській Колумбії |            |
| Erynnis zarucco           | Lucas, 1857                    | У хороші для міграції роки долітає до Торонто |            |
| Erynnis funeralis         | Scudder & Burgess, 1870        | Надзвичайно рідкісний гість у Канаді, в Пойнт-Пелі |            |
| Erynnis lucilius          | Scudder & Burgess, 1870        | Зустрічається зі східних округів Квебеку через Онтаріо до південного сходу Манітоби |            |
| Erynnis baptisiae         | Forbes, 1936                   | Зустрічається в Канаді тільки на південному заході провінції Онтаріо |            |
| Erynnis afranius          | Lintner, [1878]                | Зустрічається в Канаді, в південно-західній і південній Манітобі, Саскачевані та Альберті. Існують роз'єднані записи з півночі Британської Колумбії й центрального Юкону |            |
| Erynnis persius           | Scudder, 1863                  | Знаходиться на крайньому півдні Онтаріо |            |
| Pyrgus centaureae         | Rambur, 1839                   | Підвид freija можна знайти від Лабрадору до Юкону і підвид loki літає в Скелястих горах від Колорадо до Британської Колумбії |            |
| Pyrgus ruralis            | Boisduval, 1852                | Досягає в Канаді провінцій Альберта, Британської Колумбії. |            |
| Pyrgus scriptura          | Boisduval, 1852                | Був записаний в провінціях Альберта, Саскачеван |            |
| Pyrgus communis           | Grote, 1872                    | Онтаріо, Альберта, Британська Колумбія |            |
| Pholisora catullus        | Fabricius, 1793                | Постійний житель Канади тільки в південно-західному Онтаріо, на північ до Торонто, і в південній Британській Колумбії |            |
| Підродина: Heteropterinae |                                | |            |
| Carterocephalus palaemon  | Pallas, 1771                   | Зустрічається по всій південній Канаді |            |
| Підродина: Hesperiinae    |                                | |            |
| Lerema accius             | Smith, 1797                    | Цей вид зафіксований тільки один раз в Канаді, в провінції Онтаріо 2000 року |            |
| Ancyloxypha numitor       | Fabricius, 1793                | Нова Шотландія, Квебек, Онтаріо, Манітоба, Саскачеван |            |
| Oarisma poweshiek         | Parker, 1870                   | Зустрічається в невеликій області на південному сході провінції Манітоба. |            |
| Oarisma garita            | Reakirt, 1866                  | Манітоба, Альберта і Британська Колумбія |            |
| Thymelicus lineola        | Ochsenheimer, 1808             | Зустрічається в східній Канаді від Ньюфаундленду до південного сходу провінції Манітоба. |            |
| Hylephila phyleus         | Drury, 1773                    | Перетинає канадський кордон регулярно тільки на південному заході провінції Онтаріо |            |
| Hesperia uncas            | W.H. Edwards, 1863             | Рідкісний в Альберті |            |
| Hesperia juba             | Scudder, 1872                  | Вважається рідкісним в Британській Колумбії |            |
| Hesperia comma            | Linnaeus, 1758                 | Досить поширений. Є три підвиди в Канаді, підвид laurentina, від північних районів Великих озер, і в більшості територій східної Канади, має низ оливково-коричневий і білі плями відносно невеликі й розділені; підвид manitoba зустрічається по всій Західній Канаді, він є більш темним сіро-зеленим на нижній стороні, з білими плямами великими і прагнучими поєднатись; підвид borealis, який зустрічається в Лабрадорі й північному Квебеку на північ від діапазону laurentina, він дуже схожий на manitoba. |            |
| Hesperia colorado         | Scudder, 1874                  | Цей вид живе в посушливих місцях проживання у південній третині Британської Колумбії, і в Cypress Hills, Саскачеван |            |
| Hesperia assiniboia       | Lyman, 1892                    | Альберта, Саскачеван, Манітоба |            |
| Hesperia ottoe            | Edwards, 1866                  | Був записаний в Канаді тільки в невеликому районі південної Манітоби |            |
| Hesperia leonardus        | Harris, 1862                   | У Канаді він записаний в південній частині Нової Шотландії, східних округах Квебеку, по всій південній частині провінції Онтаріо |            |
| Hesperia pahaska          | Leussler, 1938                 | Досягає в Канаді на півдні провінцій Саскачеван і Манітоба |            |
| Hesperia dacotae          | Linnaeus, 1758                 | Досягає тільки в Канаді південної Манітоби |            |
| Hesperia sassacus         | Harris, 1862                   | Нью-Брансвік, схід Квебеку, південь Онтаріо, південь Манітоби |            |
| Hesperia juba             | Scudder, 1872                  | Рідкісний. Зустрічається в Манітобі й Британській Колумбії |            |
| Polites peckius           | W. Kirby, 1837                 | У Канаді це зустрічається від Ньюфаундленду до Британської Колумбії |            |
| Polites sabuleti          | Boisduval, 1852                | У Канаді це дуже локальний, в Британській Колумбії |            |
| Polites draco             | W.H. Edwards, 1871             | Зустрічається в південно-західній Альберті на крайньому північному заході Британської Колумбії й південному сході Юкону |            |
| Polites themistocles      | Latreille, 1824                | Поширений по всьому півдню Канади, загальнопоширений на сході, рідкісний на заході |            |
| Polites origenes          | Fabricius, 1793                | Зустрічається в східних округах Квебеку і південній частині провінції Онтаріо |            |
| Polites mystic            | W. H. Edwards, 1863            | Дуже поширений. Проживає в Канаді від атлантичного узбережжя до східної Британської Колумбії |            |
| Polites rhesus            | W.H. Edwards, 1876             | Нечасто трапляється в провінціях Саскачеван та Альберта |            |
| Polites sonora            | Scudder, 1872                  | Досягає в Канаді тільки крайнього півдня Британської Колумбії |            |
| Polites vibex             | Geyer, [1832]                  | Рідкісний в Онтаріо |            |
| Wallengrenia egeremet     | Scudder, 1863                  | Мешкає в південному Онтаріо |            |
| Pompeius verna            | Edwards, 1862                  | У Канаді досягає тільки Квебек-американського кордону, і південної частини провінції Онтаріо |            |
| Atalopedes campestris     | Boisduval, 1852                | Іноді досягає в Канаді південної частини провінції Онтаріо, південно-східної Манітоби і південної Британської Колумбії |            |
| Anatrytone logan          | W.H. Edwards, 1863             | Трапляється в південних преріях Канади і південному Онтаріо |            |
| Ochlodes sylvanoides      | Boisduval, 1852                | Проживає в Британській Колумбії |            |
| Poanes massasoit          | Scudder, 1864                  | Проживає в південних частинах провінцій Онтаріо і Квебек |            |
| Poanes hobomok            | Harris, 1862                   | Поширений у Канаді від Нової Шотландії, через південні й центральні області Квебеку й Онтаріо до сходу провінції Альберта |            |
| Poanes zabulon            | Boisduval & LeConte, 1837      | Іноді досягає Пілі Айленд, Онтаріо |            |
| Poanes viator             | W.H. Edwards, 1865             | Квебек, Онтаріо |            |
| Euphyes dion              | Edwards, 1879                  | Південь Онтаріо та південь Квебеку |            |
| Euphyes dukesi            | Lindsey, 1923                  | Зустрічається тільки на крайньому південному заході провінції Онтаріо |            |
| Euphyes conspicua         | W.H. Edwards, 1863             | Зустрічається в південній частині провінції Онтаріо |            |
| Euphyes bimacula          | Grote & Robinson, 1867         | Діапазон простягається від південної частини провінції Онтаріо, через південь Квебек до провінції Нью-Брансвік |            |
| Euphyes vestris           | Boisduval, 1852                | Широко поширений від Нової Шотландії до Саскачевану |            |
| Atrytonopsis hianna       | Scudder, 1868                  | Вважається рідкісним в Онтаріо і Манітобі, але іноді загальний в провінції Саскачеван |            |
| Amblyscirtes simius       | W.H. Edwards, 1881             | Дуже рідкісний у Канаді — у південній частині провінції Саскачеван |            |
| Amblyscirtes oslari       | Skinner, 1899                  | Він досягає Канади тільки в крайніх південних частинах провінцій Саскачеван та Альберта |            |
| Amblyscirtes hegon        | Scudder, 1864                  | Є рідкістю впродовж всього свого канадського діапазону в південній Канаді від Нової Шотландії до Манітоби |            |
| Amblyscirtes vialis       | W.H. Edwards, 1862             | Цей вид, як правило, рідкісний, але іноді досить поширений в провінції Манітоба. Зустрічається в південній Канаді від Британської Колумбії до провінції Нова Шотландія |            |
| Calpodes ethlius          | Stoll, [1782]                  | Зафіксований один раз у Канаді в Онтаріо |            |
| Panoquina ocola           | W.H. Edwards, 1863             | У Канаді дуже рідкісний, в південній частині провінції Онтаріо. |            |
| Родина: Papilionidae      |                                | |            |
| Підродина: Parnassiinae   |                                | |            |
| Parnassius eversmanni     | Ménétriés, [1851]              | Не часто трапляється в Канаді в горах Юкону і північної Британської Колумбії. |            |
| Parnassius clodius        | Ménétriés, 1855                | У Канаді він знаходиться в південній частині Британської Колумбії й провінції Альберта |            |
| Parnassius phoebus        | Fabricius, 1793                | У Канаді це відбувається в англ. Ogilvie Mountains, і на великих висотах, вище 1800 метрів в англ. St. Elias Mountains |            |
| Parnassius smintheus      | Doubleday, [1847]              | Мешкає в гірських районах Юкону і Британської Колумбії |            |
| Підродина: Papilioninae   |                                | |            |
| Battus philenor           | Linnaeus, 1771                 | Це рідкісний іммігрант у Канаді, в основному південному Онтаріо |            |
| Eurytides marcellus       | Cramer, [1777]                 | Трапляється в Канаді тільки в південній частині провінції Онтаріо |            |
| Papilio polyxenes         | Fabricius, 1775                | Є досить поширеним в більшості районів південних частин провінцій Онтаріо і Квебек, також може бути знайдений на півдні Манітоби |            |
| Papilio brevicauda        | Saunders, 1869                 | Широко поширений і часто зустрічається в Ньюфаундленді, також може бути знайдений на північному березі провінції Нью-Брансвік і в Квебеці |            |
| Papilio machaon           | Linnaeus, 1758                 | У Канаді поширений від арктичного узбережжя провінцій Юкон, Нунавут і Північно-Західні Території на південь через Британську Колумбію (крім прибережних районів) і на схід, через прерії й північну частину провінції Онтаріо до північно-західного Квебеку |            |
| Papilio zelicaon          | Lucas, 1852                    | Поширений в Британській Колумбії |            |
| Papilio indra             | Reakirt, 1866                  | Був записаний декілька раз в Британській Колумбії |            |
| Papilio cresphontes       | Cramer [1777]                  | Вважається, спорадичним і рідкісним у Канаді, за винятком південно-західного Онтаріо |            |
| Papilio glaucus           | Linnaeus, 1758                 | Є рідкісним видом в більшості свого діапазону Онтаріо, за винятком південного заходу. |            |
| Papilio canadensis        | Rothschild & Jordan, 1906      | Цей метелик зустрічається в більшості провінцій на території Канади |            |
| Papilio rutulus           | Lucas, 1852                    | У Канаді був записаний лише у південній частині Британської Колумбії |            |
| Papilio multicaudatus     | W.F. Kirby, 1884               | Вважається рідкістю в Канаді, в південній частині Британської Колумбії й Альберті й південно-західній частині Саскачевану |            |
| Papilio eurymedon         | Lucas, 1852                    | У Канаді є тільки в південній частині Британської Колумбії |            |
| Papilio troilus           | Linnaeus, 1758                 | Є рідкістю в більшості свого обмеженого канадського діапазону на південному заході провінції Онтаріо |            |
| Родина: Pieridae          |                                | |            |
| Підродина: Pierinae       |                                | |            |
| Neophasia menapia         | C. & R. Felder, 1859           | Знаходиться в південній частині Британської Колумбії |            |
| Pontia beckerii           | W.H. Edwards, 1871             | Знаходиться в південній частині Британської Колумбії |            |
| Pontia sisymbrii          | Boisduval, 1852                | Вважається рідкісним в південній частині Британської Колумбії |            |
| Pontia protodice          | Boisduval & Le Conte, [1830]   | У південних районах |            |
| Pontia occidentalis       | Reakirt, 1866                  | Досить поширений від північного Онтаріо до Британської Колумбії |            |
| Pieris angelika           | Eitschberger, 1981             | Поширений в Юконі, а також рідко зустрічається на північному заході Північно-Західної Території та північному заході в Британській Колумбії |            |
| Pieris marginalis         | Scudder, 1861                  | Поширений з Юкону до Британської Колумбії |            |
| Pieris oleracea           | Harris, 1829                   | Зустрічається в південній Канаді |            |
| Pieris virginiensis       | W.H. Edwards, 1870             | Зустрічається в південному Онтаріо |            |
| Pieris rapae              | Linnaeus, 1758                 | Рясний в багатьох частинах Канади |            |
| Ascia monuste             | Linnaeus, 1764                 | Спостерігався один раз на південному заході провінції Онтаріо |            |
| Euchloe ausonides         | Lucas, 1852                    | Знаходиться протягом більшої частини Західної Канади |            |
| Euchloe naina             | Kozhantshikov, 1923            | Іноді залітає з Аляски в Юкон |            |
| Euchloe creusa            | Doubleday, [1847]              | Є кілька записів з центру провінції Саскачеван |            |
| Euchloe lotta             | Beutenmüller, 1898             | Зустрічається всередині Британської Колумбії |            |
| Euchloe olympia           | W.H. Edwards, [1872]           | Зустрічається в південній Канаді |            |
| Anthocharis sara          | Lucas, 1852                    | У Канаді зустрічається в прибережній Британської Колумбії на північ до південного Юкону |            |
| Anthocharis stella        | W.H. Edwards, 1879             | Альберта і Британська Колумбія |            |
| Підродина: Coliadinae     |                                | |            |
| Colias philodice          | Godart, [1819]                 | Він літає у всіх провінціях і територіях, і, здається, відсутній тільки на Лабрадорі, Арктиці та Північному Квебеці |            |
| Colias eurytheme          | Boisduval, 1852                | Він знаходиться у всіх провінціях, крім Юкону, Північно-Західних територій і Нунавуту. |            |
| Colias occidentalis       | Scudder, 1862                  | Зустрічається в Британській Колумбії |            |
| Colias alexandra          | W.H. Edwards, 1863             | Зустрічається на півдні провінцій Саскачеван, Альберта і Британська Колумбія |            |
| Colias christina          | W.H. Edwards, 1863             | Цей метелик знаходиться з центру провінції Манітоба в південну частину провінції Саскачеван на захід через північний схід провінції Альберта і Британська Колумбія і на північ, в Юкон і захід Північно-Західних територій. |            |
| Colias meadii             | W.H. Edwards, 1871             | Рідкісний вид. Його діапазон охоплює Скелясті гори у Канаді та США. |            |
| Colias johanseni          | Troubridge & Philip, 1990      | Цей метелик відомий тільки з типової місцевості в Нунавуті |            |
| Colias hecla              | Lefèvbre, 1836                 | У Канаді летить від прибережних Лабрадору і північного Квебеку через Нунавут, Північно-Західні території та Юкон |            |
| Colias tyche              | de Böber, 1812                 | Зустрічається на арктичних узбережжях Нунавуту і Північно-Західних Територій і в Юконі |            |
| Colias canadensis         | Ferris, 1982                   | У Канаді трапляється в Юконі, і заході Північно-західних територій на південь до північних Британської Колумбії й Альберти |            |
| Colias nastes             | Boisduval, [1834]              | Британська Колумбія, Альберта, Юкон, Нунавут і Північно-західні території |            |
| Colias gigantea           | Strecker, 1900                 | Британська Колумбія, Юкон |            |
| Colias pelidne            | Boisduval & Le Conte, [1830]   | Ньюфаундленд і Лабрадор, Британська Колумбія, Альберта, Юкон |            |
| Colias interior           | Scudder, 1862                  | Широко поширений у всіх провінціях, в тому числі в південних Північно-Західних територіях |            |
| Colias chippewa           | W.H. Edwards, 1872             | Широко поширений по всій північній Канаді |            |
| Colias palaeno            | Linnaeus, 1758                 | Онтаріо |            |
| Zerene cesonia            | Stoll, [1790]                  | Рідко залітає в провінції Манітоба, Альберта, Онтаріо |            |
| Phoebis sennae            | Linnaeus, 1758                 | Рідкісний в провінції Онтаріо |            |
| Phoebis philea            | Linnaeus, 1763                 | Є тільки чотири записи з Канади, а саме з південного заходу провінції Онтаріо й з Нової Шотландії |            |
| Eurema mexicanum          | Boisduval, 1836                | Дуже рідкісний заблудлий у Канаді — у провінціях Онтаріо, Манітоба |            |
| Eurema lisa               | Boisduval & Le Conte, [1830]   | Зустрічається на південному заході провінції Онтаріо, є окремі записи з провінцій Нова Шотландія, Квебек, Манітоба |            |
| Eurema nicippe            | Cramer, [1779]                 | Дуже рідкісний заблудлий у Канаді — в Онтаріо |            |
| Nathalis iole             | Boisduval, 1836                | Дуже рідкісний заблудлий у Канаді — в Онтаріо, Манітоба |            |
| Родина: Lycaenidae        |                                | |            |
| Підродина: Miletinae      |                                | |            |
| Feniseca tarquinius       | Fabricius, 1793                | Нью-Брансвік, Квебек, Онтаріо, Манітоба |            |
| Підродина: Lycaeninae     |                                | |            |
| Lycaena phlaeas           | Linnaeus, 1761                 | Нова Шотландія, Онтаріо, Нунавут, Північно-західні території, Юкон, Британська Колумбія й Альберта |            |
| Lycaena cuprea            | W. H. Edwards, 1870            | Він знаходиться в декількох діапазонах в південній частині Британської Колумбії, а також у провінції Альберта |            |
| Lycaena dione             | Scudder, 1868                  | Зустрічається в Британській Колумбії, південній Манітобі й в декількох місцях на північному заході провінції Онтаріо на схід від кордону Манітоби |            |
| Lycaena hyllus            | Cramer, [1775]                 | Як правило, місцевий і рідкісний. Нью-Брансвік, Квебек, Онтаріо, Манітоба, Саскачеван, Альберта, Північно-Західні території |            |
| Lycaena rubida            | Behr, 1866                     | Досягає в Канаді тільки південної Альберти і південно-західного Саскачевану |            |
| Lycaena heteronea         | Boisduval, 1852                | Обмежений у Канаді півднем Британської Колумбії й південно-західною Альбертою |            |
| Lycaena epixanthe         | Boisduval & Leconte, [1835]    | Нещодавно виявлений в Квебеку |            |
| Lycaena dorcas            | Kirby, 1837                    | Зустрічається від тундри Юкону до півострова Ньюфаундленд |            |
| Lycaena dospassosi        | McDunnough, 1940               | Цей вид відомий тільки з солоних боліт Квебеку / Нью-Брансвіку |            |
| Lycaena helloides         | Boisduval, 1852                | Зустрічається з південної Британської Колумбії на схід в південну частину провінції Онтаріо |            |
| Lycaena nivalis           | Boisduval, 1869                | Зустрічається в Канаді тільки в південній частині Британської Колумбії |            |
| Lycaena mariposa          | Reakirt, 1866                  | Широко поширений в Британській Колумбії та Альберті, трапляється в провінціях Саскачеван та Північно-Західні території |            |
| Підродина: Theclinae      |                                | |            |
| Satyrium behrii           | W.H. Edwards, 1870             | Британська Колумбія |            |
| Satyrium fuliginosum      | W.H. Edwards, 1861             | Британська Колумбія |            |
| Satyrium acadicum         | W. H. Edwards, 1862            | Виявляється, від Британської Колумбії до Нової Шотландії |            |
| Satyrium californicum     | Edwards, 1862                  | Британська Колумбія |            |
| Satyrium sylvinum         | Boisduval, 1852                | Британська Колумбія |            |
| Satyrium titus            | Fabricius, 1793                | Поширений в східній частині Канади, провінціях Квебек, Онтаріо, Манітобі; зустрічається Альберті й Британській Колумбії |            |
| Satyrium edwardsii        | Grote & Robinson, 1867         | Поширений в південних частинах канадських провінцій від Саскачевану в Квебеку |            |
| Satyrium calanus          | Hübner, 1809                   | Широко поширений метелик на сході Канади, Нова Шотландія, Нью-Брансвік, Квебек, Онтаріо; рідше трапляється на заході, Манітоба та Саскачеван |            |
| Satyrium caryaevorum      | McDunnough, 1942               | Зустрічається тільки в південній частині провінції Онтаріо і Квебек, рідкісний вид |            |
| Satyrium liparops         | Le Conte, [1833]               | Знаходиться на більшій частині півдня Канади від Нової Шотландії до східної Британської Колумбії |            |
| Satyrium saepium          | Boisduval, 1852                | Британська Колумбія |            |
| Fixsenia favonius         | Smith, 1797                    | Крайня південна частина провінції Онтаріо |            |
| Calycopis cecrops         | Fabricius, 1793                | Це дуже рідкісний заблудлий у Канаді — є записи зі Саскачевану |            |
| Callophrys affinis        | W.H. Edwards, 1862             | Рідкісний, був знайдений на півдні Британської Колумбії |            |
| Callophrys sheridanii     | W. H. Edwards, 1877            | Хоча рідко, але цей вид зустрічається від південної Альберти до Британської Колумбії |            |
| Callophrys spinetorum     | Hewitson, 1867                 | Цей вид є досить поширеною у південній частині Британської Колумбії, але рідкісний в Альберті |            |
| Callophrys johnsoni       | Skinner, 1904                  | Вважається досить рідкісним і занесений до Червоної книги в Британській Колумбії |            |
| Callophrys rosneri        | Johnson, 1976                  | Зустрічається по всій південній частині Британської Колумбії |            |
| Callophrys barryi         | Johnson, 1976                  | Зустрічається в ряді районів у глибині південної частини Британської Колумбії |            |
| Callophrys grynea         | Hübner, 1819                   | Як правило рідкісний вид в обмеженому канадському діапазоні, Онтаріо, Квебек, Саскачеван |            |
| Callophrys augustinus     | Westwood, 1852                 | Локально поширений від острова Ванкувер до півострова Ньюфаундленд |            |
| Callophrys mossii         | H. Edwards, 1881               | Британська Колумбія |            |
| Callophrys polios         | Cook & Watson, 1907            | Поширений від південної Нової Шотландії (немає запису для Ньюфаундленду й Острова Принца Едуарда), через південь провінцій Квебек і Онтаріо, Манітобу до Юкону |            |
| Callophrys irus           | Godart, [1824]                 | Зустрічається на півдні Онтаріо |            |
| Callophrys henrici        | Grote & Robinson, 1819         | У Канаді він знаходиться з півдня провінції Манітоба до півдня провінції Нова Шотландія |            |
| Callophrys lanoraieensis  | Sheppard, 1934                 | Нью-Брансвік, ізольовані популяції є в східному Онтаріо, південному Квебеку, Новій Шотландії |            |
| Callophrys niphon         | Hübner, [1823]                 | По всій південній Канаді |            |
| Callophrys eryphon        | Boisduval,1852                 | Британська Колумбія |            |
| Parrhasius m-album        | Boisduval & Leconte, 1833      | Це надзвичайно рідкісний заброда в Канаді — є записи з південно-західного Онтаріо |            |
| Strymon melinus           | Hübner, 1818                   | Рідкісний на півдні провінцій Нова Шотландія, Нью-Брансвік, Квебек, Британська Колумбія, може бути досить поширеним в південній частині провінції Онтаріо |            |
| Erora laeta               | W.H. Edwards, 1862             | Рідкісний, є записи з Онтаріо, Квебеку і Нової Шотландії |            |
| Підродина: Polyommatinae  |                                | |            |
| Leptotes marina           | Reakirt, 1868                  | рідкісний, міграційний вид, досягав провінції Саскачеван та Онтаріо |            |
| Hemiargus isola           | Reakirt, 1866                  | По південному кордону з США |            |
| Everes comyntas           | Godart, [1824])                | Часто зустрічається біля південного Онтаріо, в провінціях Нью-Брансвік, Квебек, Манітоба, Саскачеван, Британська Колумбія рідкісний |            |
| Everes amyntula           | Boisduval, 1852                | Рясний вид з північно-східного Квебеку до острова Ванкувер, Юкону й Північно-Західних територій, ізольовані популяції є в північній частині Нью-Брансвік |            |
| Celastrina ladon          | Cramer, 1780                   | Зустрічається по всій Канаді |            |
| Celastrina neglecta       | W.H. Edwards, 1862             | Зустрічається від південної Нової Шотландії до південного Саскачевану |            |
| Celastrina serotina       | Pavulaan and Wright, 2006      | Цей вид зустрічається від Нової Шотландії до центральної й південної частин провінції Онтаріо |            |
| Euphilotes battoides      | Behr, 1867                     | Досягає на північ південної Британської Колумбії |            |
| Euphilotes ancilla        | Barnes & McDunnough, 1918)     | Південна Альберта та Саскачеван |            |
| Glaucopsyche piasus       | Boisduval, 1852                | Досягає в Канаді тільки південно-західного Саскачевану, південної Альберти, південної Британської Колумбії |            |
| Glaucopsyche lygdamus     | Edward Doubleday, 1841         | Проживає на більшості території Канади за винятком більшої частини території Нунавут і арктичних островів |            |
| Lycaeides idas            | Linnaeus, 1761                 | Рясний вид, поширений в Новій Шотландії, Лабрадорі, Манітобі, Юконі, Північно-Західних територіях, відсутній в Квебеку на південь від близько 47° пн.ш. і Онтаріо на південь від близько 48° пн.ш. |            |
| Lycaeides melissa         | Edwards, 1873                  | Дуже рідкісний на південному заході провінції Онтаріо, ймовірно, тепер винищений. Нечастий в Манітобі, поширений на півдні Саскачевану і далі на захід, в Альберту й південну частину Британської Колумбії |            |
| Plebejus saepiolus        | Boisduval, 1852                | Південь провінцій Саскачеван і Альберта |            |
| Icaricia icarioides       | Boisduval, 1852                | Південь провінцій Саскачеван і Британська Колумбія |            |
| Icaricia shasta           | W.H. Edwards, 1862             | Південь провінцій Саскачеван і Альберта |            |
| Icaricia lupini           | Boisduval, 1869                | Він знаходиться в південно-західній Канаді |            |
| Vacciniina optilete       | Knoch, 1781                    | Поширений в Юконі, Північно-Західних територіях та північній Британській Колумбії, але стає набагато рідкіснішим далі на схід |            |
| Agriades glandon          | de Prunner, 1798               | Поширений в провінціях Ньюфаундленд, Юкон, Північно-Західні території, Нунавут, Квебек північніше 53° пн.ш. і Онтаріо в кількох місцях на узбережжі Гудзонової затоки |            |
| Родина: Riodinidae        |                                | |            |
| Apodemia mormo            | Felder & Felder, 1859          | Поширений в південній Британській Колумбії й Саскачевані |            |
| Родина: Nymphalidae       |                                | |            |
| Підродина: Libytheinae    |                                | |            |
| Libytheana carinenta      | Cramer, 1777                   | Рідкісний мігрант в Онтаріо й Квебеку |            |
| Підродина: Heliconiinae   |                                | |            |
| Agraulis vanillae         | Linnaeus, 1758                 | Рідкісний мігрант в Манітобі |            |
| Підродина: Argynninae     |                                | |            |
| Euptoieta claudia         | Cramer, 1775                   | У міграційні роки іноді досягає Квебеку й Онтаріо, також був записаний в південно-східному куті Британської Колумбії. |            |
| Euptoieta hegesia         | Cramer, 1779                   | Іноді сягає на північ на південь провінції Манітоба |            |
| Speyeria cybele           | Fabricius, 1775                | Поширений від південної Британської Колумбії на схід до Квебеку |            |
| Speyeria aphrodite        | Fabricius, 1787                | Нова Шотландія, центральна частина Британської Колумбії, Онтаріо і Альберта |            |
| Speyeria idalia           | Drury, 1773                    | Досягає в Канаді тільки в південній частині провінції Онтаріо, є записи з Манітоби |            |
| Speyeria edwardsii        | Reakirt, 1866                  | Поширений від Альберти Манітоби |            |
| Speyeria coronis          | Behr, 1864                     | Один раз було повідомлення в Альберті |            |
| Speyeria zerene           | Swainson, 1827                 | Мешкає в західній частині Канади |            |
| Speyeria callippe         | Boisduval, 1852                | Британська Колумбія |            |
| Speyeria atlantis         | W.H. Edwards, 1862             | Поширений від півострова Ньюфаундленд і Лабрадор до північної Британської Колумбії |            |
| Speyeria hesperis         | W.H. Edwards, 1864             | Знаходиться в Західній Канаді на схід до Манітоби |            |
| Speyeria hydaspe          | Boisduval, 1869                | Знаходиться в західній частині Канади |            |
| Speyeria mormonia         | Boisduval, 1869                | Поширений в Британській Колумбії й заході провінції Саскачеван |            |
| Boloria napaea            | Hoffmannsegg, 1804             | Північно-Західна Канада і в невеликих популяціях в канадській частині Скелястих гір, Альберта |            |
| Boloria eunomia           | Esper, 1799                    | У Канаді він знаходиться від Ньюфаундленду до Юкону в бореальної зоні й в альпійських районах і мокрій тундрі, і набагато південніше в болотах |            |
| Boloria selene            | Denis & Schiffermüller, 1775)  | Це може бути дуже поширена метелик в східній частині Канади на сирих луках, але він стає рідкісним на заході й півночі |            |
| Boloria bellona           | Fabricius, 1775                | Нью-Брансвік, Лабрадор, Квебек, Онтаріо, Північно-Західні території, Юкон |            |
| Boloria frigga            | Becklin in Thunberg, 1791      | Поширений в західній частині Канади |            |
| Boloria improba           | Butler, 1877                   | Поширений провінції Британська Колумбія і в Скелястих горах в Альберті |            |
| Boloria epithore          | W.H. Edwards, 1864             | Британська Колумбія й Альберта |            |
| Boloria polaris           | Boisduval, 1828                | Північна Канада |            |
| Boloria freija            | Becklin in Thunberg, 1791      | У Канаді знаходиться в більшій частині країни, за винятком узбережжя Британської Колумбії, південних частин провінцій Онтаріо і Квебек |            |
| Boloria natazhati         | Gibson, 1920                   | Зустрічається від північно-західної Канади на південь до північної Британської Колумбії |            |
| Boloria alberta           | W.H. Edwards, 1890             | Він знаходиться в Скелястих горах в Британській Колумбії й Альберті |            |
| Boloria astarte           | Doubleday, [1847]              | У Канаді літає високо в горах західної Альберті й Британської Колумбії, а також в Юконі й Північно-Західних територіях |            |
| Boloria chariclea         | Schneider, 1794                | Він широко поширений у всіх провінціях і територіях, за винятком Островів Принца Едуарда, південних частин провінцій Онтаріо і Квебек, прерійних регіонів та узбережжя Британської Колумбії |            |
| Підродина: Melitaeinae    |                                | |            |
| Chlosyne gorgone          | Hübner, 1810                   | З Альберти на схід, до південного Онтаріо |            |
| Chlosyne nycteis          | Doubleday, 1847                | Південна Канада |            |
| Chlosyne harrisii         | Scudder, 1864                  | Поширений від атлантичних провінцій до Манітоби |            |
| Chlosyne palla            | Boisduval, 1852                | Південна Британська Колумбія й Альберта |            |
| Chlosyne acastus          | W. H. Edwards, 1874            | Південна Альберта |            |
| Chlosyne damoetas         | Skinner, 1902                  | Відомий зі Скелястих гір Альберти і кількох місць в Британській Колумбії |            |
| Chlosyne hoffmanni        | Behr, 1863                     | Британська Колумбія |            |
| Phyciodes tharos          | Drury, [1773]                  | Відомий в південних частинах Канади, зокрема, Онтаріо |            |
| Phyciodes cocyta          | Cramer, [1777]                 | Квебек, Манітоба, Північно-Західні території, Юкон |            |
| Phyciodes batesii         | Reakirt, 1865                  | Британська Колумбія, Північно-Західні території, Онтаріо і Квебек |            |
| Phyciodes pratensis       | Behr, 1863                     | Діапазон проходить через Британську Колумбію, захід провінції Альберта, Юкон і майже до Північного Льодовитого океану в Північно-Західних територіях |            |
| Phyciodes pallidus        | W.H. Edwards, 1864             | Більшість записів походять з Британської Колумбії в червні |            |
| Phyciodes mylitta         | W.H. Edwards, 1861             | У Канаді він був записаний тільки в Британській Колумбії |            |
| Euphydryas gillettii      | Barnes, 1897                   | Британська Колумбія |            |
| Euphydryas chalcedona     | Doubleday, 1847                | Вид є найбільш поширеним в Скелястих горах Альберти та Британської Колумбії |            |
| Euphydryas editha         | Boisduval, 1852                | Цей вид широко розповсюджений у Канаді в південній частині Британської Колумбії й південної Альберти |            |
| Euphydryas phaeton        | Drury, 1773                    | Це метелик південно-східної Канади |            |
| Підродина: Nymphalinae    |                                | |            |
| Polygonia interrogationis | Fabricius, 1798                | Квебек, Онтаріо, Манітоба, Саскачеван |            |
| Polygonia comma           | Harris, 1842                   | Від Ньюфаундленду до південно-східної частини провінції Саскачеван |            |
| Polygonia satyrus         | W.H. Edwards, 1869             | Проживає в першу чергу в Західній Канаді |            |
| Polygonia faunus          | Edwards, 1862                  | Вельми поширений у Канаді до півдня від тундри |            |
| Polygonia gracilis        | Grote & Robinson, 1867         | Поширений у південній Канаді |            |
| Polygonia oreas           | Edwards, 1869                  | Поширений в горах від півдня Британської Колумбії до південного заходу Альберти |            |
| Polygonia progne          | Cramer, 1775                   | У Канаді поширений у всіх провінціях і територіях на південь від тундри |            |
| Nymphalis vaualbum        | [Denis & Schiffermüller], 1775 | Житель східної Канади |            |
| Nymphalis californica     | Boisduval, 1852                | Проживає в Канаді тільки в південній частині Британської Колумбії |            |
| Nymphalis antiopa         | Linnaeus, 1758                 | Проживає протягом більшої частини Канади |            |
| Nymphalis milberti        | Godart, 1819                   | Цей вид широко розповсюджений у Канаді на південь від тундри |            |
| Vanessa virginiensis      | Drury, [1773]                  | Цей вид є досить поширеним в більшості територій Східної Канади, але це рідкий і на заході й у Ньюфаундленді |            |
| Vanessa cardui            | Linnaeus, 1758                 | У Канаді він знаходиться від узбережжя до узбережжя |            |
| Vanessa annabella         | Field, 1971                    | Поширений в південно-західній Канаді |            |
| Vanessa atalanta          | Linnaeus, 1758                 | Широко поширений в Північній Америці й знаходиться від узбережжя до узбережжя Канади |            |
| Junonia coenia            | Hübner, 1822                   | Він знаходиться в південній частині провінцій Манітоба, Онтаріо, Квебек і Нова Шотландія |            |
| Підродина: Limenitidinae  |                                | |            |
| Limenitis arthemis        | Drury, 1773                    | Поширений тільки в південно-західній частині провінції Онтаріо, рідко далі на північ і схід |            |
| Limenitis archippus       | Cramer, 1776                   | Поширений від Північно-Західних територій вздовж східного краю Каскадних гір на південь до центральної Мексики |            |
| Limenitis weidemeyerii    | W.H. Edwards, 1861             | Поширений в західній Канаді |            |
| Limenitis lorquini        | Boisduval, 1852                | Відомі області включають південну Британську Колумбію (включаючи острів Ванкувер), південний захід провінції Саскачеван, а також південному заході провінції Альберта |            |
| Підродина: Apaturinae     |                                | |            |
| Asterocampa celtis        | Boisduval & Leconte, 1835      | Квебек, південний захід провінції Онтаріо |            |
| Asterocampa clyton        | Boisduval & Leconte, 1835      | Він є рідним для Північної Америки, особливо східної половини Канади |            |
| Підродина: Satyrinae      |                                | |            |
| Enodia anthedon           | A. H. Clark, 1936              | Знаходиться від центру Саскачевану до Нової Шотландії й далі на південь |            |
| Satyrodes eurydice        | Linnaeus, 1763                 | Від Нової Шотландії до сходу провінції Альберта |            |
| Satyrodes appalachia      | R.L. Chermock, 1947            | Проживає в Канаді в південній частині провінції Онтаріо, і півдні провінції Квебек |            |
| Megisto cymela            | Cramer, 1777                   | Відомий з південно-східної Канади |            |
| Coenonympha tullia        | Müller, 1764                   | Від узбережжя до узбережжя в північній частині Канади |            |
| Coenonympha nipisiquit    | McDunnough, 1939               | Його діапазон обмежений у Канаді Нью-Брансвіком і Квебеком |            |
| Cercyonis pegala          | Fabricius, 1775                | Поширений від Нової Шотландії й Квебеку до північної Британської Колумбії |            |
| Cercyonis sthenele        | Boisduval, 1852                | Досягає південної Британської Колумбії |            |
| Cercyonis oetus           | Boisduval, 1869                | Проживає в Канаді на півдні Саскачевану й на півдні Британської Колумбії |            |
| Erebia vidleri            | Elwes, 1898                    | Британська Колумбія |            |
| Erebia rossii             | Curtis, 1835                   | Північно-Західні Території, Нунавут, північна Британська Колумбія, північна Манітоба |            |
| Erebia disa               | Thunberg, 1791                 | Зустрічається в тундрі уздовж арктичного узбережжя Юкону і Нунавуту |            |
| Erebia mancinus           | Doubleday, [1849]              | Від Лабрадору, північного Квебеку, і північного Онтаріо до північної Британської Колумбії, внутрішньої частини Північно-Західних територій і до Юкону |            |
| Erebia magdalena          | Strecker, 1880                 | У Канаді є в невеликій частині Альберти і прилеглій провінції Британська Колумбія |            |
| Erebia mackinleyensis     | Gunder, 1932                   | Юкон, Північно-Західні території, Британська Колумбія |            |
| Erebia fasciata           | Butler, 1868                   | Юкон, Північно-Західні території, Нунавут |            |
| Erebia discoidalis        | W. Kirby, 1837                 | Від східної частини Квебеку, через північ провінції Онтаріо та північні прерії на півночі Британської Колумбії до Північно-Західних територій, Юкону |            |
| Erebia pawlowskii         | Ménétriés, 1859                | Поширений по всій великій території Юкону, з ізольованими популяціями в північній частині Британської Колумбії й північної Манітоби |            |
| Erebia youngi             | Holland, 1900                  | Юкон, Північно-Західні території |            |
| Erebia anyuica            | Kurentzov, 1966                | Юкон |            |
| Erebia lafontainei        | Troubridge & Philip, 1983      | Юкон і Північно-Західні території |            |
| Erebia epipsodea          | Butler, 1868                   | Південно-західні частини Манітоби, Британська Колумбія, Юкон |            |
| Neominois ridingsii       | W.H. Edwards, 1865             | Манітоба, Саскачеван, Альберта |            |
| Oeneis nevadensis         | C. Felder & R. Felder, [1867]  | Південна Британська Колумбія |            |
| Oeneis macounii           | W.H. Edwards, 1885             | Майже виключно канадський метелик, від північного Онтаріо, на захід через Прерії до центральної частини Британської Колумбії |            |
| Oeneis chryxus            | Doubleday, 1849                | Квебек |            |
| Oeneis uhleri             | Reakirt, 1866                  | З південно-західної Манітоби, через Британську Колумбію, на північ в Юкон, Північно-Західні території |            |
| Oeneis alberta            | Elwes, 1893                    | Він знаходиться в південній Манітобі |            |
| Oeneis bore               | Schneider, 1792                | Від Лабрадору і північний Квебек через Нунавут і Північно-західні території до Британської Колумбії, Альберту, Юкон |            |
| Oeneis jutta              | Hübner, [1806]                 | від Ньюфаундленду і Лабрадору до Британської Колумбії й західних Північно-Західних територій і Юкону |            |
| Oeneis melissa            | Fabricius, 1775                | Поширений від Лабрадору і північного Квебеку через Нунавут і Північно-західні території в Юкон. У західних горах його діапазон простирається на південь до південної частини Британської Колумбії |            |
| Oeneis polixenes          | Fabricius, 1775                | Знаходиться від прибережних Ньюфаундленду, Лабрадору і північного Квебеку, через Нунавут, Північно-Західні території до Юкону і простягається до північно-західної Британської Колумбії |            |
| Oeneis rosovi             | Kurentzov 1960                 | Знаходиться в Північній Британській Колумбії, Юконі, Північно-Західних територіях |            |
| Oeneis alpina             | Kurentzov, 1970                | Юкон і Північно-Західні території |            |
| Підродина: Danainae       |                                | |            |
| Danaus plexippus          | Linnaeus, 1758                 | Поширений в південній Канаді |            |